# Coline Serreau
Coline Serreau (París, 29 de octubre de 1947) es una actriz, directora, guionista y compositora francesa. Ha escrito y dirigido películas como Tres solteros y un biberón, la película de ciencia ficción Planeta Libre, o documentales de temática social y ecológica como Solutions locales pour un désordre global.

## Biografía
Es hija de la escritora Geneviève Serreau y del director teatral Jean-Marie Serreau. Coline Serreau cursó estudios de Humanidades y también frecuentó el conservatorio de música, la escuela de circo de Annie Fratellini (donde aprendió trapecismo); también ha hecho danza clásica y moderna.
Interesada por el teatro, ingresa en el centro de La Rue Blanche en 1968 y hace prácticas en la Comédie-Française en 1969, antes de decantarse por la escritura de guiones para cine y teatro y la dirección de teatro, cine y ópera.
En 1975, se lanza a la dirección cinematográfica, y en 1977 conoce un gran éxito de crítica con su segunda película Pourquoi pas !, por la que recibe una espiga de oro en el Festival internacional de Valladolid 1978. Se trata de una comedia dramática sobre un trío amoroso compuesto por una pareja de hombres y su amiga común, interpretados por Sami Frey, Mario Gonzales y Christine Murillo.
En 1985, estrena Tres solteros y un biberón. Con más de 12 millones de entradas, es un récord de taquilla entre las películas francesas. Dirige más tarde Romuald et Juliette, La Crise (premio César al mejor guion), La Belle Verte su película más conocida, estrenada en español con el título de El planeta libre, Chaos, 18 ans après, Saint-Jacques… La Mecque, los documentales Solutions locales pour un désordre global y Tout est permis, y el telefilme Couleur locale.
También ha actuado en numerosos espectáculos teatrales, escritos o no por ella: Lapin Lapin, Quisaitout et Grobêta (cinco premios Molière), Le Salon d'été et Le Cercle de craie Caucasien (de Bertolt Brecht). En 2006, interpreta a Arnolphe en L'École des femmes de Molière, espectáculo que ella ha dirigido en el teatro de la Madeleine. También ha dirigido El Barbero de Sevilla de Rossini y La Chauve-Souris de J. Strauss en la Ópera de la Bastilla.
Mantiene una relación duradera con el director teatral suizo Benno Besson, quien codirigió junto a Bertolt Brecht Berliner Ensemble. Tienen una hija, Madeleine Besson que también es actriz y compositora.
Ha compuesto la música de algunas de sus películas y dirige un coro parisino, la Chorale du Delta.
Ha sido condecorada con la Legión de Honor el 14 de julio de 2004, por Jacques Chirac.

## Premios y distinciones
Premios Óscar
| Año  | Categoría                 | Película                   | Resultado |
| ---- | ------------------------- | -------------------------- | --------- |
| 1986 | Mejor película extranjera | Tres solteros y un biberón | Nominada  |

1. ↑  «The 58th Academy Awards. 1986». oscars.org (en inglés). Academia de Artes y Ciencias Cinematográficas. Consultado el 24 de agosto de 2019.

- Datos: Q463255
- Multimedia: Coline Serreau / Q463255